# الملعب البلدي بالمتلوي
الملعب البلدي بالمتلوي هو الملعب الرئيسي الحالي في مدينة المتلوي في انتظار بناء الملعب الجديد والقاعة المغطاة ويلعب فيه كلا من النجم الرياضي بالمتلوي والمنجم الرياضي بالمتلوي مبارياتهم الرسمية
ينقسم الملعب إلى 3 اقسام:
- الملعب المعشب: وهو الملعب المخصص للمباريات الرئيسية وهو مغطى بعشب اصطناعي
- الملعب المعشب الثاني: وهو ملعب من فرعي ثاني تم افتتاحه في 2018 بارضية عشب اصطناعي
- ملعب كرة اليد
- القاعة المغطاة: يتم بنائها الآن ويفترض ان تنتهي عملية البناء في اواخر 2018

حالة الملعب تعتبر سيئة بالنسبة لفريق يلعب في الرابطة المحترفة الأولى حيث انه لا يتسع سوى ل3500-4000 متفرج وارضيته مغطاة بعشب اصطناعي.
و الملعب يضم 5 مرجات: مدرج كبير و 4 اصغر منه ويتم الآن بناء مدرج مغطى جديد
و يقع الملعب في وسط مدينة المتلوي في حي السعادة (المتلوي) وبالقرب من معهد المتلوي